# Tobias Karlsson (handbollsspelare)
Bror Mikael Tobias Karlsson, född 4 juni 1981 i Karlskrona, är en svensk före detta handbollsspelare (försvarare, vänsternia). Från och med VM 2011 till OS 2016 var han lagkapten för Sveriges herrlandslag. 2013 utsågs han till Årets handbollsspelare i Sverige. Han är från 1 maj 2025 "Team manager" för det svenska herrlandslaget och sedan tidigare sportchef på herrsidan i HF Karlskrona. 
I Hammarby IF säsongerna 2003–2008 var Tobias Karlsson en stor faktor till att Hammarby kunde vinna tre raka SM-guld, 2006, 2007 och 2008. Efter att ha blivit utlandsproffs i tyska Bundesliga utvecklades Karlsson till att bli en försvarsspelare i världsklass. Karlsson hade 2008 slutat spela anfall, på grund av en efterhängsen axelskada i skottarmen. När Sveriges landslag vann silver vid OS 2012 i London bildade Karlsson och Magnus Jernemyr ett starkt mittblock i försvaret.
2015 var Tobias Karlsson ambassadör för EuroGames i samband med att Stockholm arrangerade mästerskapet tillsammans med EGLSF.

## Meriter
Klubblag
- Svensk mästare tre gånger (2006, 2007 och 2008) med Hammarby IF
- Champions League-mästare 2014 med SG Flensburg-Handewitt
- Tysk mästare två gånger (2018 och 2019) med SG Flensburg-Handewitt
- Tysk cupmästare 2015 med SG Flensburg-Handewitt

Landslag
- EM 2008 i Norge: 5:a
- VM 2009 i Kroatien: 7:a
- EM 2010 i Österrike: 15:e
- VM 2011 i Sverige: 4:a
- EM 2012 i Serbien: 12:e
- OS 2012 i London:  Silver
- EM 2014 i Danmark: 7:a
- VM 2015 i Qatar: 10:a
- EM 2016 i Polen: 8:a
- OS 2016 i Rio de Janeiro: 11:a

Individuellt
- Årets handbollsspelare i Sverige 2013